# Bab Mansur el Aleuj
Bab Mansur el Aleuj, também chamada Bab el Mansur, Bab Mansur al-'Ilg, Bab Mansur Laalej ou simplesmente Bab Mansur (em francês: Bab Mansour) é a mais importante e mais monumental das 20 portas da cidade de Mequinez, Marrocos. É um arco triunfal em forma de arco de ferradura, com 8 metros de abertura e 16 metros de altura, ricamente decorado, que foi terminado em 1732. Está classificada como património protegido desde 1914[carece de fontes?] e é uma das imagens emblemáticas da Cidade Histórica de Mequinez, um sítio incluído na lista do Património Mundial da UNESCO desde 1996.
Domina a principal praça da almedina, a Praça el-Hedime e dá acesso ao grande complexo palaciano construído pelo sultão Dinastia alauita Mulei Ismail, o fundador de Mequinez como cidade imperial. O escritor orientalista Pierre Loti (1850–1923) descreveu-a de forma apaixonada e entusiástica, dizendo que fazia lembrar uma tapeçaria de valor incalculável colocada sobre pedras antigas.
A sala principal, retangular, com 6,2 por 17 metros, é atualmente uma galeria de arte. A porta é frequentemente considerada a mais bela do Norte de África e uma das quatro mais belas do mundo.

## História e arquitetura
A porta foi o último grande projeto de construção de Mulei Ismail na sua nova capital, que a concebeu como uma homenagem a ele próprio e à forte ortodoxia muçulmana da sua dinastia, da qual ele foi o primeiro grande soberano. Foi renovada e faustosamente decorada em 1732 pelo seu filho e sucessor Mulei Abedalá. É a entrada principal do grande palácio imperial construído por Mulei Ismail. Foi desenhada por um cristão convertido ao islão, provavelmente espanhol, facto a que deve o seu nome: "Almançor, o Renegado" (al-'Ilg ou Laalej; Almançor significa "o vitorioso"). Segundo uma lenda, quando a porta ficou pronta, Mulei Ismail perguntou a al-Mansur se ele conseguia fazer melhor, a que o arquiteto respondeu afirmativamente, por se sentir compelido a fazê-lo, mas o sultão ficou de tal forma irritado que o mandou matar.

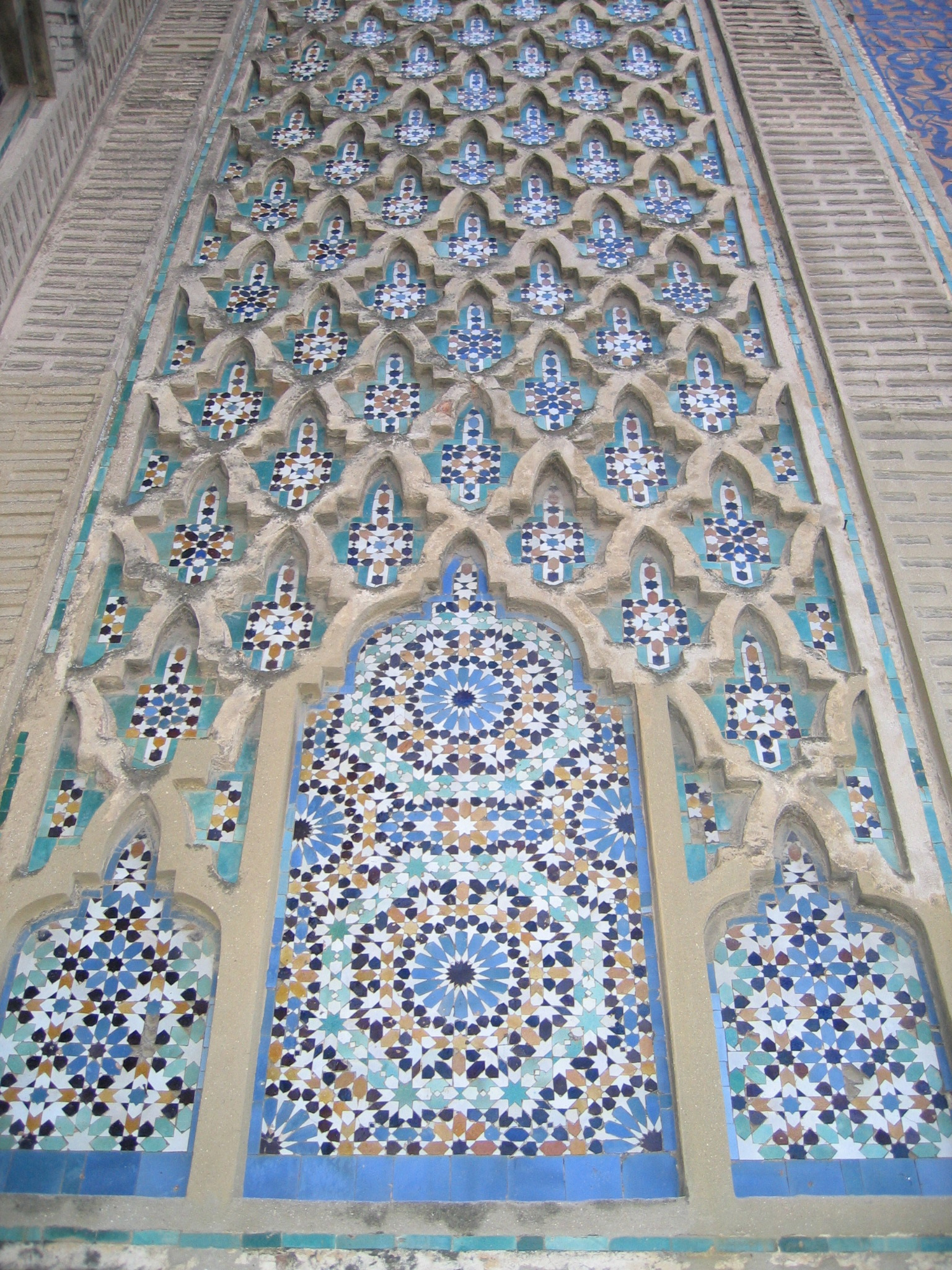
Pormenor da decoração da porta com zellige

O desenho da porta apresenta influências da arquitetura almóada, dos séculos XII e XIII. É ricamente decorada no exterior, com zellige, faiança, estuque, madeiras e mármores, todos esculpidos minuciosamente com motivos variados de arabescos e motivos florais e geométricos. Os materiais são luxuosos — as grandes colunas jónicas que suportam  os dois bastiões laterais são provenientes da antiga cidade romana de Volubilis, situada 28 km a norte de Mequinez, nos fustes e capitéis foi usado mármore italiano e nas bases pedra local. As colunas coríntias mais altas vieram do Palácio El Badi de Marraquexe, o que se enquadra na campanha de Ismail para apagar todos os vestígios da dinastia saadiana que precedeu a alauita.
O exterior da porta contrasta pela sua harmonia, exuberância decorativa e originalidade com a austeridade do seu interior, do resto do complexo palaciano de Mulei Ismail e das outras portas de Mequinez, inclusivamente das outras duas mais imponentes, Bab al-Bardain (na extremidade norte da almedina) e Bab Gami al-Nuwwar (situada imediatamente à direita da Bab Mansur). Abaixo da cornija há 13 placas com um poema de 16 versos caligrafados em árabe de estilo magrebino-andalusino. Trata-se de um panegírico a Mulei Abedalá, que o encomendou, declamando os seus grandes feitos e referindo-se também à porta. Desconhece-se o autor do poema, embora muito provavelmente fosse um religioso, devido às referências corânicas, à tradição do Profeta (hadiths) e ao direito muçulmano (fiqh).
Durante o reinado de Abderramão ibne Hixeme (r. 1822–1859), o governador da cidade, o paxá Algilali ibne Alaude construiu junto à porta um grande amplo com grandes pedras para acolher os comandantes do exército e os notáveis durante as audiências judiciais. A porta tornou-se assim o tribunal oficial do governador, onde este escutava as queixas e resolvia os conflitos quotidianos, á semelhança do que acontecia no tempo dos Almóadas nas portas de Marraquexe. Até ao reinado de Abdalazize (r. 1908–1912), era também junto à porta que se reuniam todas as semanas os chefes militares, para almoçar com o paxá após a oração de sexta feira. Até ao reinado de Mulei Hafide (r. 19071–1912), era um local onde se celebravam festas religiosas e cerimónias oficiais.